# 홍헌표
홍헌표(洪憲杓, 일본식 이름: 德山嘉一도쿠야마 가이, 1907년 8월 23일~1966년 4월 20일)는 일제강점기와 대한민국의 관료이다.
안양시 출생이다. 일제 강점기에 경성제대에서 학사 학위를 받은 그는 이후 고등문관시험에 합격하여 조선총독부 관리로 근무했다. 광복 후 미군정에서 관료로 발탁되어 제1공화국과 제3공화국에서 내무부 차관, 체신부 장관 등을 지냈다. 체신부 장관으로 재임했을 때 뇌물을 받은 사실이 드러나 입건되었으나, 재판이 시작되기 전에 병으로 사망했다.
2002년 공개된 친일파 708인 명단 중 조선총독부 사무관 부문에 포함되었다. 민족문제연구소가 2008년에 발표한 친일인명사전 수록예정자 명단 중 관료 부문에도 수록되었다.

## 약력
- 경성제국대학 경제학과 학사
- 고등문관시험 행정과 합격
- 평안남도 강서군 군수
- 평안남도 이사관
- 함경북도 사무관
- 조선금융조합연합회 함북지부 감리관
- 함경북도 농상부장
- 미군정 재무부장 서리
- 미군정 기획처장 서리
- 1950년: 내무부 차관
- 대한민국 국방대학교 행정학사 1기(1956년)
- 성균관대학교 부총장
- 1963년: 민주공화당  서울시 부위원장
- 1963년: 체신부 장관

## 참고 문헌
- 홍헌표(洪憲杓) -  한국행정연구원
- “前遞信部長官 洪憲杓씨 別世” (PDF). 한국일보. 1966년 4월 21일. 3면면. 2016년 3월 7일에 원본 문서 (PDF)에서 보존된 문서. 2008년 3월 28일에 확인함.
- “‘친일인명사전’ 주요인물과 행적”. 한겨레 (연합뉴스 인용). 2005년 8월 29일. 2016년 3월 5일에 원본 문서에서 보존된 문서. 2008년 3월 28일에 확인함.

| 전임 김갑수 | 제5대 내무부 차관 1950년 9월 12일~1951년 6월 20일 | 후임 홍범희 |

| 전임 김장훈 | 제16대 체신부 장관 1963년 12월 17일~1964년 7월 22일 | 후임 김홍식 |